# Armoiries des Pays-Bas
Les armoiries du Royaume des Pays-Bas ont été créées en 1815 à partir d'éléments figurant sur les blasons de la maison de Nassau et de la république des Provinces-Unies.

## Composition
Les armoiries du royaume se composent d'un écu d'azur semé de billettes d'or, chargé d'un lion couronné d'or, armé et lampassé de gueules, tenant un faisceau de sept flèches d'argent pointées et empennées d'or et une épée d'argent garnie d'or. L'écu est timbré de la couronne royale et tenu par deux lions d'or armés et lampassés de gueules reposant sur un listel à la devise de la maison d'Orange-Nassau : Je maintiendrai.
Dans les grandes armoiries, cette composition est placée sous un manteau de gueules doublé d'hermine, frangé et brodé d'or et timbré de la couronne royale.

## Genèse
Ces armoiries ont été composées en 1815 à la suite de la constitution du royaume uni des Pays-Bas par le congrès de Vienne. Elles sont la combinaison du lion d'or sur champ d'azur semé de billettes de la maison de Nassau avec le lion couronné à l'épée et au faisceau de flèches qui figurait sur le sceau des États généraux des Provinces-Unies et qui servait d'armoiries à la république.

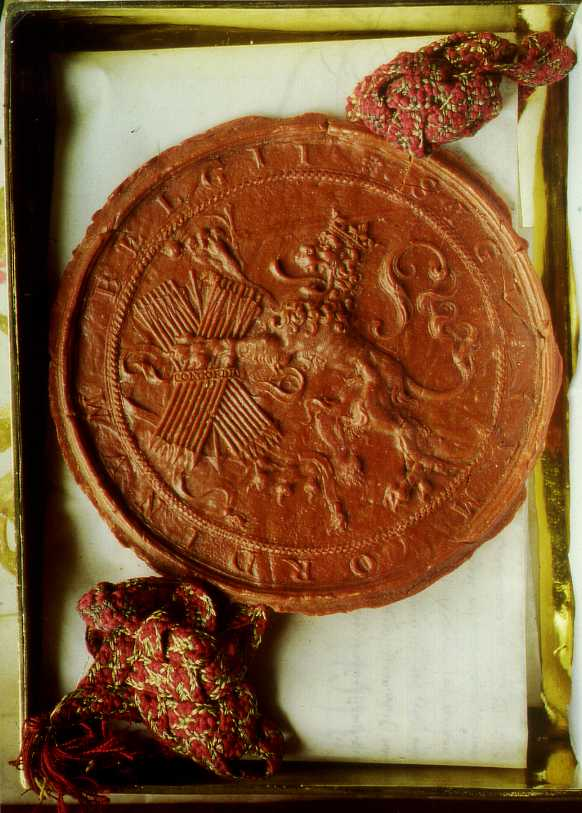
Sceau des États généraux (1578)
Armoiries de la république des Sept-Provinces-Unies des Pays-Bas (après 1665)
Emblème de la République batave (1795-1806)
Armoiries du royaume de Hollande (1806-1810)
Armoiries de la maison de Nassau
Armoiries de la principauté souveraine des Pays-Bas unis (1813-1815)
Armoiries du royaume uni des Pays-Bas (1815-1839) puis du royaume des Pays-Bas (1839-1907)
Armoiries du royaume des Pays-Bas depuis 1907

## Armoiries des Provinces

Brabant-Septentrional
Drenthe
Flevoland
Frise
Groningue
Gueldre
Hollande-Méridionale
Hollande-Septentrionale
Limbourg
Overijssel
Utrecht
Zélande